# Ducado de la Pentápolis
En el Imperio bizantino, el ducado de la Pentápolis era un territorio gobernado por un duque (dux) nombrado por y bajo la autoridad del prefecto del pretorio de Italia y, desde el 584, el exarca de Ravena  La Pentápolis (del griego πεντάπολις, "cinco ciudades") constó de las ciudades de Ancona, Fano, Pésaro, Rímini y Senigallia. Se extendía a lo largo de la costa adriática entre los ríos Marequia y Misco inmediatamente al sur del del exarcado, en el este limitaba con el ducado de Perugia, y en el norte con el ducado de Spoleto, el cual era parte reino lombardo. El ducado probablemente se extendió hasta los montes Apeninos, quizás más allá, siendo su ciudad más lejana Numana, en el norte. La capital era Rímini y el duque era tanto la autoridad civil y militar del ducado.
La Pentápolis era una de las partes comercialmente más vibrantes de Italia. Los ciudadanos intentaron constantemente reducir la autoridad del exarca en el ducado, mientras que la Italia bizantina experimentó en general una descentralización general durante el siglo VII. En 725, cuando el exarca Pablo quiso liderar una expedición punitiva contra el ducado de Roma, donde el Papa Gregorio II y los ciudadanos habían depuesto y reemplazado al duque reinante, reunió tropas en Ravena y la Pentápolis. Según el historiador lombardo Pablo el Diácono, hubo grandes dificultades para reunir las tropas necesarias y que su expedición fue finalmente un fracaso. En 726, la iconoclasia del emperador León III el Isauriano (r. 717-741) se hizo pública por primera vez, posiblemente incluso a través de un edicto contra las imágenes sagradas. La incapacidad del exarca para imponer su autoridad en Roma y su debilidad en la Pentápolis se transformó en impotencia cuando los ejércitos, en 727, se revelaron en Ravena, la Pentápolis y Venecia.
En 738, el rey lombardo Liutprando marchó por la Pentápolis en su camino a Spoleto, y durante su tránsito fue atacado por un grupo de italianos romanos y lombardos. Los lugareños pueden haber sido incitados a esta alianza por el exarca, Eutiquio, quien pudo haber tenido un trato con el duque de Spoleto. Los pentapolitas no estaban tradicionalmente en buenos términos con los bizantinos, con quienes Liutprando luchó en 728-729, o el exarca en Rávena, con quien Liutprand también luchó frecuentemente, aunque era poco probable que consideraran las incursiones lombardas en su región como una "liberación". Liutprando atacó Ravena y Cesena en la vía Aemilia en 743, probablemente con el objetivo de controlar un paso a través del territorio bizantino hasta Spoleto. Su sucesor, Ratchis, atacó varias ciudades de Pentápolis y Perugia en 749, antes de retirarse para convertirse en monje.
Ravena finalmente cayó en 751, en manos del rey Astolfo. Sin embargo, el dominio lombardo fue breve. En el 754, Pipino el Breve cruzó los Alpes, derrotó a Astolfo y le dio al papa las tierras que pasarían a componer los Estados Pontificios.